# Magali Villeneuve
Pour les articles homonymes, voir Villeneuve.
Magali Villeneuve, née le 18 mars 1980 à Bordeaux, est une autrice de bande dessinée et une illustratrice française. Elle est connue pour avoir officiellement illustré de nombreux jeux et franchises à l'univers fantastiques, telles que Magic : L'Assemblée, Le Trône de fer, Star Wars, Warhammer, Le Seigneur des Anneaux et Horreur à Arkham ,,.

## Biographie
Magali Villeneuve fait de l'illustration son métier à partir de 2006. Ayant commencé de manière autodidacte, elle illustre tout d'abord des couvertures de livres pour des petites maisons d'éditions. Après la lecture de la série fantasy La Roue du temps de Robert Jordan, elle décide d'abandonner son projet de travailler en tant qu'animatrice pour Disney pour continuer à dessiner des univers fantastiques. À la suite de la découverte d'un livre d'illustrations sur Le Trône de fer publié par Fantasy Flight Games, elle envoie son portfolio à l'éditeur qui lui signe sa première commande. Elle produira de nombreuses illustrations pour différents titres de la même compagnie, comprenant jeux de cartes, jeux de société, jeux de rôles.
En 2012, après plusieurs années d'expérience à travailler pour Fantasy Flight Games, Magali Villeneuve commence sa collaboration avec Magic : L'Assemblée. Elle a depuis travaillé avec de nombreuses autres compagnies, dont Cygames, Random House, Del Rey et des illustrations de Star Wars pour Titan Publishing Group (en).
Utilisant tout d'abord la peinture pour réaliser ses premières œuvres, telles que les couvertures de livres, Villeneuve travaille dorénavant de manière presque exclusivement numérique.
Villeneuve est également l'autrice avec son compagnon, Alexandre Dainche, de la série de romans dark fantasy La Dernière Terre,,.

## Publications

### Romans
- La Dernière Terre, avec Alexandre Dainche :
  1. L'Enfant merehdian, L'Homme sans Nom, 2012  (ISBN 978-2918541073) (accompagné du recueil d'illustrations Visions de la Dernière Terre)
  2. Des certitudes, L'Homme sans Nom, 2013  (ISBN 978-2918541080) (accompagné du recueil d'illustrations Reflets de la Dernière Terre)

  - Le prendre pour le garder (préquel), Döseima, couleurs Noëmie Chevalier, 2016  (ISBN 978-2-9558146-0-4)
  - La Dernière Terre : intégrale, édition du quinzième anniversaire, Döseima, 2017  (ISBN 978-2955814611)